# СЛУХ (медіа)
СЛУХ — українське медіа про музику та культуру, засноване у 2018 році. Сайт висвітлює музичні та культурні події в Україні та світі, розповідає про українських популярних та маловідомих артистів. На ресурсі присутні новини, аналітичні тексти, інтерв’ю, жанрові підбірки та тематичні плейлісти. Також відомі за відеоконтентом власного виробництва.
Співзасновником та головним редактором є Максим Сердюк.

## Історія
Історія створення проєкту бере свій початок з 2014 року, з моменту, коли Максим Сердюк, навчаючись на другому курсі Інституту журналістики КНУ імені Тараса Шевченка, приєднався до команди магістрів, які розробляти видання про музику «Muzmapa». Це було медіа про українську нішеву музику. Після захисту учасники вирішили продовжувати вдосконалювати проєкт. З часом дедалі більше людей почали дізнаватись про даний ресурс, а команда «Muzmapa» поступово повністю стала командою «СЛУХ». Як результат проєкт «Muzmapa» було заморожено.
В інтерв'ю Максим пригадує: „Ми з'явилися з ініціативи квиткового сервісу Concert.ua... ми зустрілися із співвласником та директором з маркетингу Concert.ua Дмитром Чинем та вирішили зробити нову історію. Так вийшов «СЛУХ».
«СЛУХ з’явився як спроба розштовхати медіапростір, розбудити його, зробити креативний класний контент і сформувати навколо себе певне ком’юніті. Налагодити таку комунікацію з аудиторією, щоб з’явилася платформа для популяризації культурного контенту». Медіа запустили 7 травня 2018 року. Разом із сайтом, СЛУХ запустив YouTube-канал з декількома шоу власного виробництва.
У листопаді 2019 на YouTube-каналі вийшла серія ремейків відомих українських кліпів. Гарік Корогодський — ХРЕЩАТИК (ремейк кліпу Павла Зіброва — Хрещатик), Іван Дорн — ТАНЦІ (ремейк Воплі Відоплясова — Танці). Того ж року вийшов перший документальний фільм виробництва СЛУХ — «Битва за українську музику: між зрадою та перемогою».
У квітні 2020 року на початку пандемії коронавірусу медіа запустило серію онлайн-концертів під назвою «Культура об’єднує». У них взяли участь Jamala, DaKooka, Паліндром, Zbaraski, alyona alyona та Вагоновожатые.
У квітні 2021 СЛУХ випустили серію YouTube-подкастів Kashtan Special, у яких співзасновниця вечірок Rhythm Burö та лейблу Kashtan Віра Логданіді спілкується з представниками електронної сцени України. Влітку 2021 запустили шоу «Originals Live»: у ньому нові музичні герої та героїні виступають наживо в неочікуваному звучанні.
В грудні 2021 року команда онлайн-медіа СЛУХ разом з Міністерством закордонних справ України та Українським інститутом запустили офіційну сторінку України в Spotify — Ukraine.ua.
28 лютого 2022 року за ініціативою СЛУХ при підтримці Міністерства цифрової трансформації України та українських зірок звернулися до керівництва Apple Music та Spotify, щоби показати всьому світу, що в Україні війна з росією. Українські артисти змінили обкладинки своїх альбомів, щоб донести правдиву інформацію до всього світу . Трохи згодом СЛУХ запускає відеопроєкт «Моя війна». Українські культурні герої та героїні розповідають про своє життя під час війни .

## «СПАЛАХ»
25 листопада 2020 року вийшла перша серія документального серіалу «СПАЛАХ» про нову українську культуру. Режисер — Артем Григорян, генеральний продюсер — Максим Сердюк, сценарій — Тетяна Поставна.
Робота над серіалом тривала протягом майже всього 2020 року за підтримки агентства США з міжнародного розвитку (USAID). Для документального серіалу було відзнято понад 100 інтерв'ю, а його героями та героїнями стали MONATIK, Юрій Бардаш, Майкл Щур, ONUKA, DakhaBrakha, Влад Яма, Євген Клопотенко, Антоніо Лукіч, Олексій Потапенко, Андрій Данилко, Лерос Гео, Алан Бадоєв, Vivienne Mort, ресторатори Дмитро Борисов, Міша Кацурін, засновники CLOSER, Veselka, Культура Звука, Планета кіно, Ukrainian Fashion Week, KSENIA SCHNAIDER та багато інших представників української культури.
Всього вийшло десять серій: про український фольк, комедію, рейвкультуру, гастрокультуру, кіно, кліпи, моду, вуличне мистецтво, танцювальну культуру і популярну музику. Остання серія вийшла 18 червня 2021 року.
Після закінчення серіалу команда продовжила історію у форматі фестивалю. Перший відбувся 24 серпня 2021 року, на 30-річницю Незалежності України..

## Премії та нагороди
- Kyiv Music Days 2019 —  «Краще музичне медіа» — СЛУХ
- Jager Music Awards 2021 — «Соціальна ініціатива в музичній індустрії» (серіал СПАЛАХ), «Вклад в індустрію»
- MUZVAR 2021 — Public Service: музичний діджитал-спадок (серіал СПАЛАХ)
- «Високі стандарти журналістики-2021» — Максим Сердюк (СЛУХ, СПАЛАХ) — номінація за сталий, якісний медійний проєкт/продукт.
- «Forbes 30 до 30» 2021 — Головний редактор СЛУХ Максим Сердюк увійшов до щорічного рейтингу 30 успішних українців віком до 30 років.